# A biotechnológia története

A biotechnológia történetének kezdete a kutya háziasításával kezdődött. Háziasított állatok előfordulását mutatja történelmi koronként az ábra.

Régészeti lelőhelyek, ahol bor és olaj újkőkori, rézkori és kora bronzkori maradványait találták

A paradicsom (Lycopersicon esculentum) háziasítása, majd elterjedése a kontinensen. 1. Peru központjában diverzifikáció. 2. Mexikó: az első háziasítás központja. 3. Európa: a második központja a háziasításnak. 4. Egyesült Államok: harmadik háziasítási központ

A biotechnológia története az élőlények segítségével végzett technológiák történetét írja le. Tágabb értelemben minden, az alap és alkalmazott biológiai tudományágban használatos technológiák története. A biotechnológia fejlődésének története a növények és állatok legkorábbi háziasításától napjainkig, a növények és állatok tulajdonságainak genetikai módszerekkel történő kiválasztásáig tart.
Tágabb értelemben már a sumerek sörfőzését is biotechnológiának tekinthetnénk, ahogy az évezredes növénynemesítést is, azonban a fogalmat precíz értelmében megtestesítő biotechnológia a rekombináns DNS technika megjelenésétől datálódik, az 1970-es évek végétől. Az ipar pontos születési dátuma 1983-ra tehető, a humán inzulint rekombináns DNS technikával, baktériumok felhasználásával történő előállításának idejére. A transzlációs medicina és biotechnológia paradigmaváltást hozott az orvostudományban.

## Történelem előtti idők (i. e.30 000- i. e. 4000)

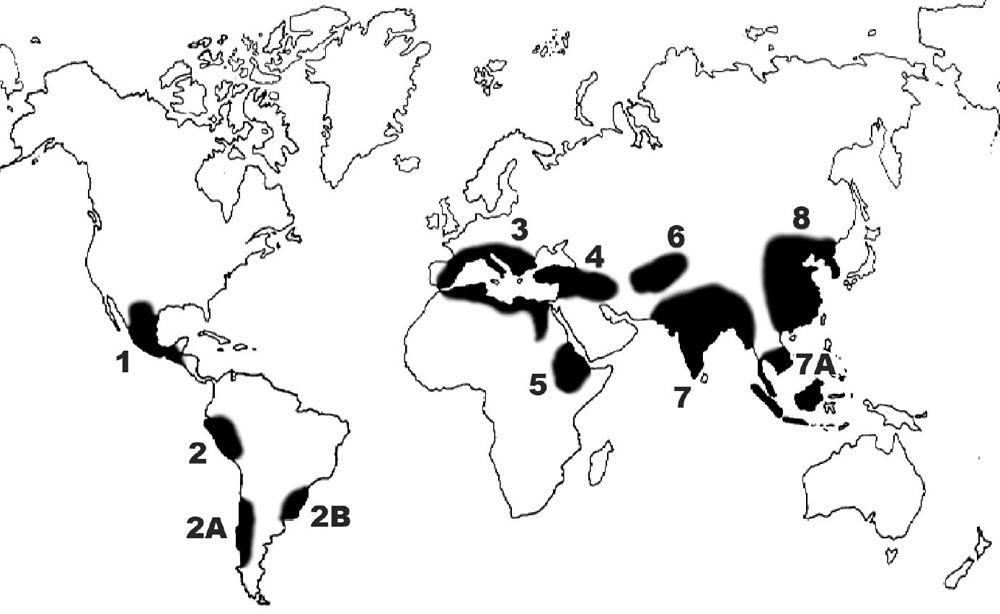
Vavilov származási központok, amelyek a háziasítás kezdeti centrumai. (1) Mexikó-Guatemala, (2) Peru-Ecuador-Bolívia, (2A) Déli Chile, (2B) Dél-Brazília, (3) Mediterrán (4) Közel-Kelet (5) Etiópia (6) Közép-Ázsia, (7) Indo-Burma (7A) Siam-Malaya-Java, (8) Kínában és Koreában

A korai civilizáció időszakából kevés feljegyzés létezik, amely a mezőgazdaság és az élelmiszer-termelés kezdete is. A régészeti kutatások információforrásai tárgyi emlékek, ősi faragványok és vázlatok. Nem tudni, hogy mikor kezdődött pontosan a biotechnológia, amelynek korai kezdeményei az élelmiszer- és egyéb emberi szükségletekre összpontosított. Az élelmiszerek megőrzését valószínűleg váratlan események befolyásolhatták, mint például a tűz vagy a fagy, amely éhínséggel is járt. 15 000 évvel ezelőtt még a nagy testű állatokat nehéz volt befogni. Az emberek húshoz vadászatból, halászatból és elhullott állatok tetemeiből jutottak. Az élelmiszer-beszerzés gyakran szezonális volt, télen az élelmiszerellátás meglehetősen alacsony színvonalon állt.

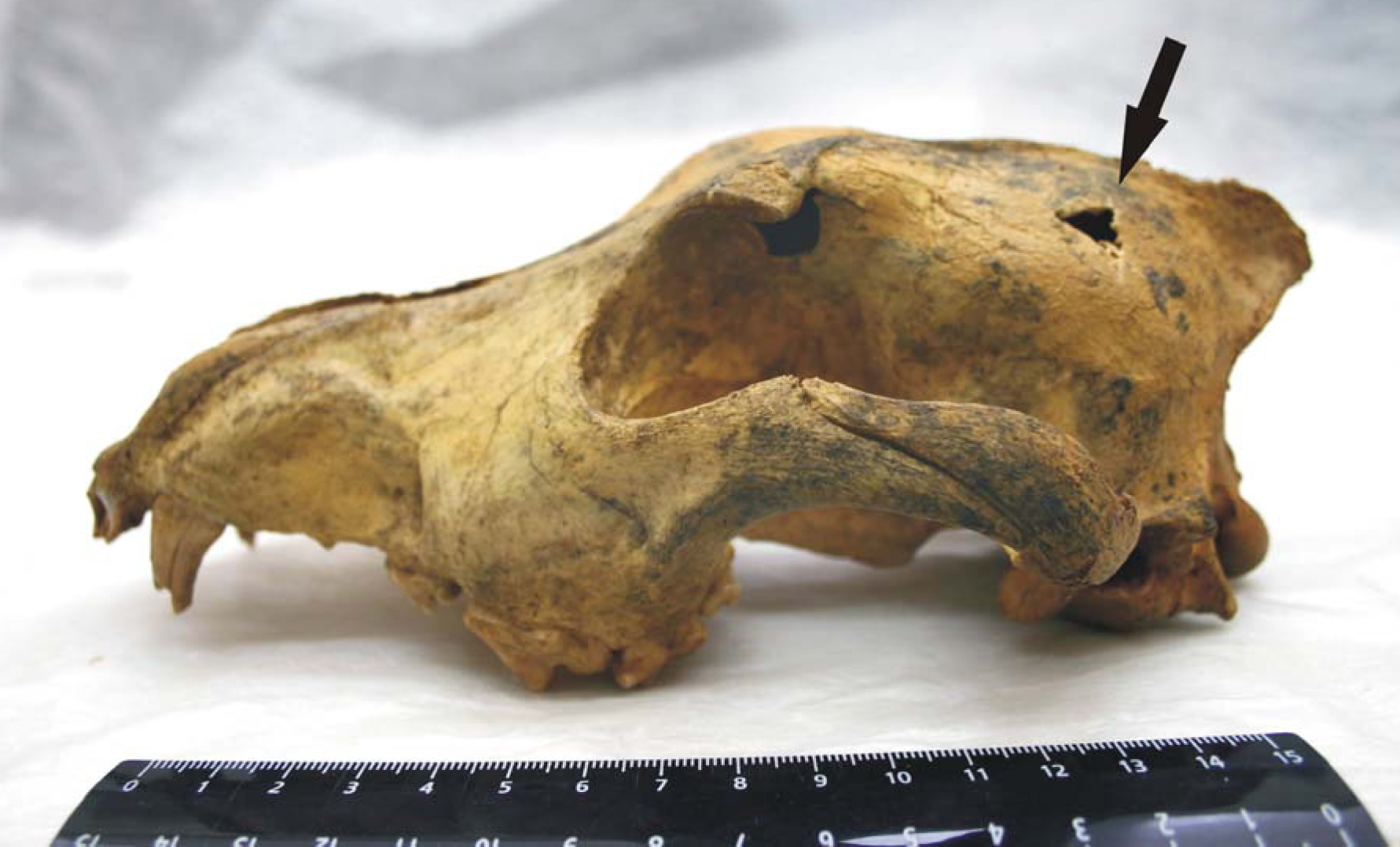
Egy éves háziasított kutyaféle koponyája Szibériából, a Razbojnyicsja-barlangból (Altaj-hegység)

A háziasítást a biotechnológia kezdetének tartják a kutatók. A németországi Oberkassel környékén feltártak egy hozzávetőleg 33 ezer éves kutya állkapcsot, amely a legkorábbi ismert háziasított állat maradványa lehet, illetve Szibériában egy koponyát. A két lelet azt a feltételezést támasztja alá, hogy a domesztikáció egyszerre több helyen ment végbe. A többi állat háziasításának legvalószínűbb kezdete 11 000-12 000 évvel ezelőtt volt a Közel-Keleten. Az állattartás a fogságban tartással egy időben kezdődött a történeti időkben, könnyebb egy vadat a közelben, bekerítve tartani, majd elfogyasztani, mint vadászva elfogni. Tapasztalat útján megtanulta az ember, hogy etetni és itatni kell az állatokat. Megtanulta az állatok egyszerű tenyésztését, hogyan lehet növelni a hozamot. A szarvasmarhák, kecskék és juhok az első háziasított állatok. A biotechnológia őskorának első mérföldkövét a mesterséges szelekció képviselte.
A növénytermesztés volt a következő lépcső. A kőkori ember a hasznos növényeket hazavitte a vadon élők közül és elültette lakóhelyéhez közel. Megtanulta, hogy a megfelelően érett magok alkalmasak csak veteményezéshez és megfelelő termesztés feltételeinek biztosítása alapvető fontosságú a termesztésben. Szükség van vízre, fényre és egyéb feltételekre a növények növekedéséhez. Legelső domesztikált növények valószínűleg a gabona félék és egyéb magvak voltak, amelyeket élelmiszerként fogyasztottak, először a termékeny félhold területén. A legrégebbről származó kukoricacső-maradvány, – amelyet Tehuacánban, Mexikóban találtak – korát mintegy 7000 évesre becsülik. Mangelsdorf (1974 in Menyhért, 1985) szerint a Tehuacánban megtalált ősi csőmaradványok lehetnek már domesztikált növényektől származók, de lehetnek vadon termők is, amelyek egymás mellett létezhettek.
A természetes erjesztés folyamata megelőzi az írott történelmet. Ősidők óta az emberek jól ismerték az erjesztési folyamatot. A legkorábbi bizonyíték gyümölcs, rizs, és a méz keverékéből készült alkoholtartalmú ital készítésére, i. e. 7000-6600-ra nyúlik vissza, egy neolit kínai falu, Jiahuban. A borkészítés dátumok i. e. 6000-re Grúziában, a Kaukázus területén talált korsó bizonyítja.
Mintegy 10 000 évvel ezelőtt az emberek már eleget tanultak a növénytermesztésről és az állattenyésztésről ahhoz, hogy növeljék a saját élelmiszer-tartalékaikat. A farmergazdálkodás és letelepedés kezdete ez az időszak. Mivel az élelmiszerek nagyobb mennyiségben álltak rendelkezésre, képesek voltak tárolni azokat és így megőrizni fogyasztható állapotukban a növényeket. Az élelmiszerellátás bizonyos évszakokban javult. Egyes élelmiszerek megromlottak, bomlásnak indultak. Mások módosított formában továbbra is élvezhető állapotban maradtak vagy hűvös barlangban nem romlottak meg olyan gyorsan. A többlet élelmiszerek tartósítása szükségessé vált. Olyan folyamatokra volt szükség, amelyek megakadályozzák vagy lassítják az élelmiszerek bomlását. A főzés és hűtés gátolja a mikroorganizmusok szaporodását. Mintegy 4000 éve nomád törzsek Ázsiában felfedezték, hogy bizonyos körülmények között a tej megsavanyodik, de élvezhető állapotban marad hosszú ideig, nem romlik meg. Az egyik első élelmiszer a sajt, mely biotechnológiai folyamattal készült. Baktériumtörzset és tejoltó nevű enzimet adtak a tejhez, ami savat képezve savanyú tejet eredményezett. A tejoltó a borjak gyomorfalából származott, ma részben géntechnológiával készül.
Az ecet ősi termék, tartósításra használt élelmiszer. Az élelmiszereket tartósítja, pácoláshoz is használják. Gyümölcslevek és gyümölcsök kivonatai és magok is képesek fermentációra, erjesztésre. Bibliai hivatkozások a bort említik, ez alapján az erjedés mintegy 3000 éve ismert folyamat. A fermentáció, erjedés olyan folyamat, amelynek során élesztő enzimek, kémiai változás során vegyületeket alkohollá alakítanak. Az alkoholt alakítjuk át ecetsavvá további mikrobák segítségével. Az ecetsav adja a savanyú ízt és megakadályozza egyes baktériumok szaporodását.

## Ókor i. e. 4000 – i. sz. 476

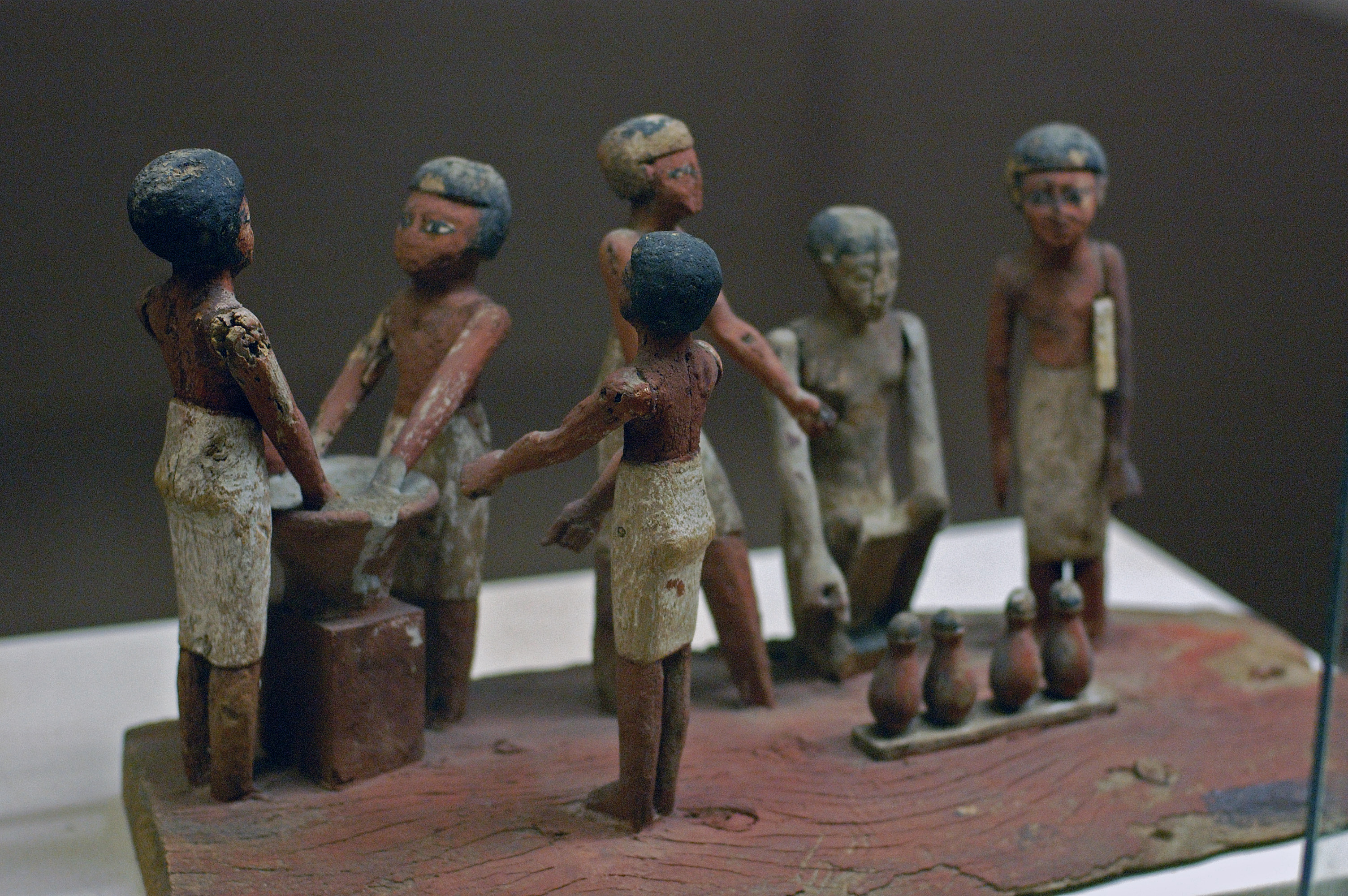
Az ókori egyiptomi sörkészítés famodellje

Egyiptom, Babilon, Kína: kenyérkelesztés kovásszal. Alkoholos erjesztett italok (gyümölcslé, tej). Sörkészítés. Sajtkészítés. Eceterjesztés. Az első fermentáló technológiát a sumer és babilóniai sörgyártásban alkalmazták először. Sörkészítés és söráldozat Nin-Harra istennőnek. Monument Blau, agyagtábla, Sumér Birodalom. Borkészítés Asszíriában ismert. Egyiptomiak is alkalmazták erjedés technológiákat a tészták készítéséhez, a sütőiparban. Részben ezt az eljárást használták fel mintegy 50 fajta kenyér elkészítésénél Egyiptomban, több mint 4000 évvel ezelőtt. A Nílus-völgy csapadékosabb vidékein, az egyiptomiak is tenyésztettek ludat és szarvasmarhát, hogy kielégítsék a népesség élelmiszer- és táplálkozási igényeit.
Az egyiptomi kenyér gyártástechnológiája élesztővel, a joghurtgyártás baktériumokkal, gyümölcslevek alkoholos erjesztéssel készültek. A sajtgyártás, bor-, sör- és ecetgyártás fermentációval valósult meg 5000 évvel ezelőtt. I. e. 3150 körül az egyik korai egyiptomi fáraó, I. Skorpió sírjából származó korsó tartalmát elemezte Dr. Patrick McGovern és kollégái. Azt találták, hogy a maradék anyag egy már régen elpárologott folyadékból származik, amely tartalmazott kalcium-tartarátot, ami a szőlőből készült termékek biológiai markere. Borélesztőből származó DNS-töredéket is találtak, amely megerősíti, hogy a korsóban talált anyag szőlőtermék, azaz bor volt. A kutatók arra is találtak bizonyítékot, hogy egy fagyanta segítségével a bort tartósították, amelynek antioxidáns hatása megakadályozta a további fermentációt, a bor ecetesedését.
Az asszíriai és babilóniai papok már mesterséges megporzást alkalmaztak, ami a következő mérföldkövet képviseli a biotechnológia történetében (első keresztezések). i. e. 500-ban az első antibiotikumként a penészes szójatúrót használták gyulladások, kelések kezelésére Kínában. Hippokratész megállapította, hogy a férfi a spermájával járul hozzá a gyermek örökléséhez. Ennek analógiájára, gondolta van egy hasonló folyadék a nőknél is, mivel a gyermekek jól kapnak vonásokat mindkét szülőtől, körülbelül egyenlő arányban. Szókratész (470?–399) felvetette a genetika első problémáját: Miért nem hasonlítanak a fiúszülöttek mindenben apjukra? Arisztotelész, úgy döntött, hogy elutasítja Hippokratész elméletét, aki azt mondta a tanítványainak, hogy minden öröklött tulajdonság az apától származik. A hím sperma meghatározza a baba formáját, míg az anya határozza meg az anyagot, amelyből a baba készült.

## Középkor (i. sz. 476 – i. sz. 1492)

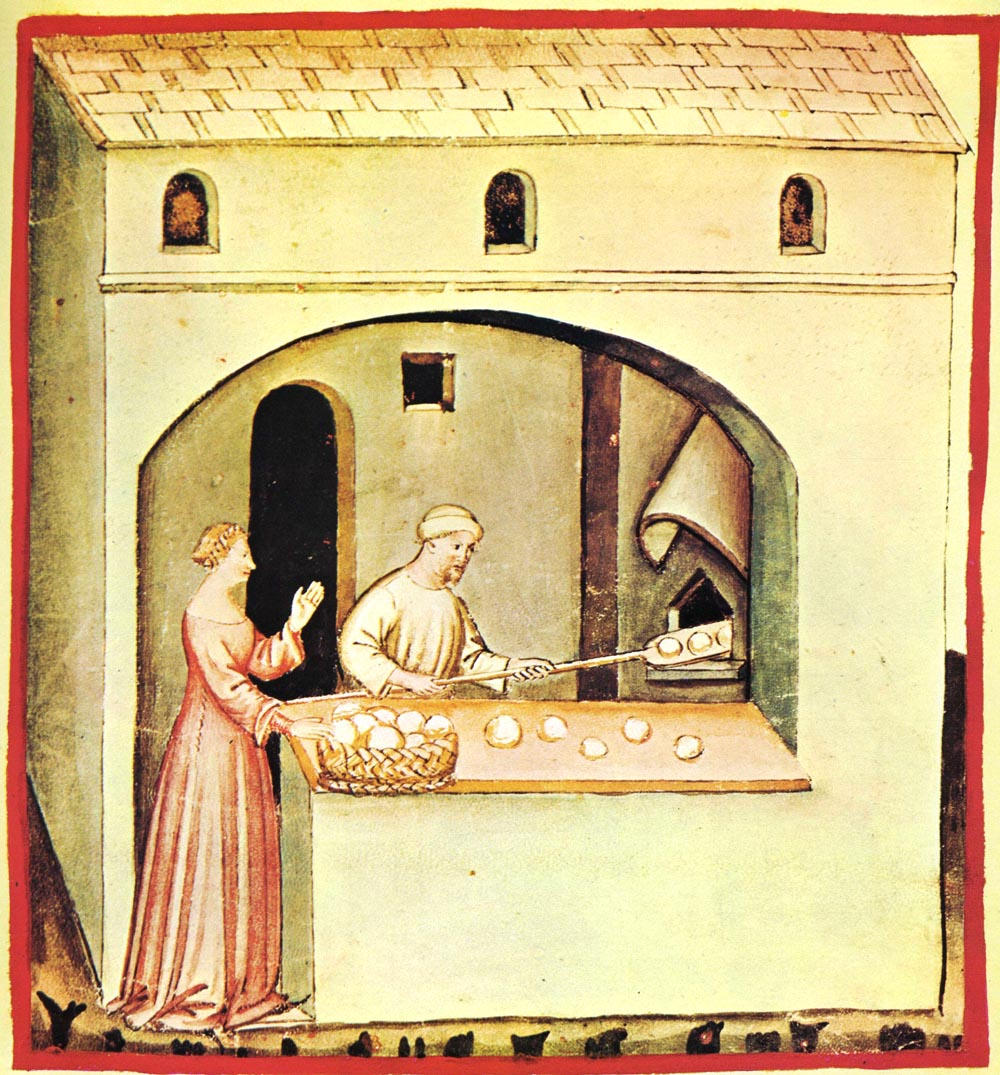
Kenyérbolt Észak-Itáliában, 15. század eleje. Tacuinum Sanitatis, Biblioteca Casanatense

A lepárlás tudományát valószínűleg ír misszionáriusok vitték a Földközi-tenger térségéből a Brit-szigetekre a 6. és a 7. század között. A kontinensen először Spanyolországban jelent meg a mórok közvetítésével a középkorban. Itt eleinte nem italok, hanem illatszerek és aromák készítésekor alkalmazták.
Az 1150-es években a kontinensen kezdtek etanolt előállítani borból ital céljára. Az 1360-as években kifejlesztették az orléans-i módszert az ecetgyártásban.
Az 1320-as években egy arab törzsfő először alkalmazott mesterséges megtermékenyítést „szuper ló” kitenyésztése céljából.

## Az újkor Pasteur előtt (1492–1857)

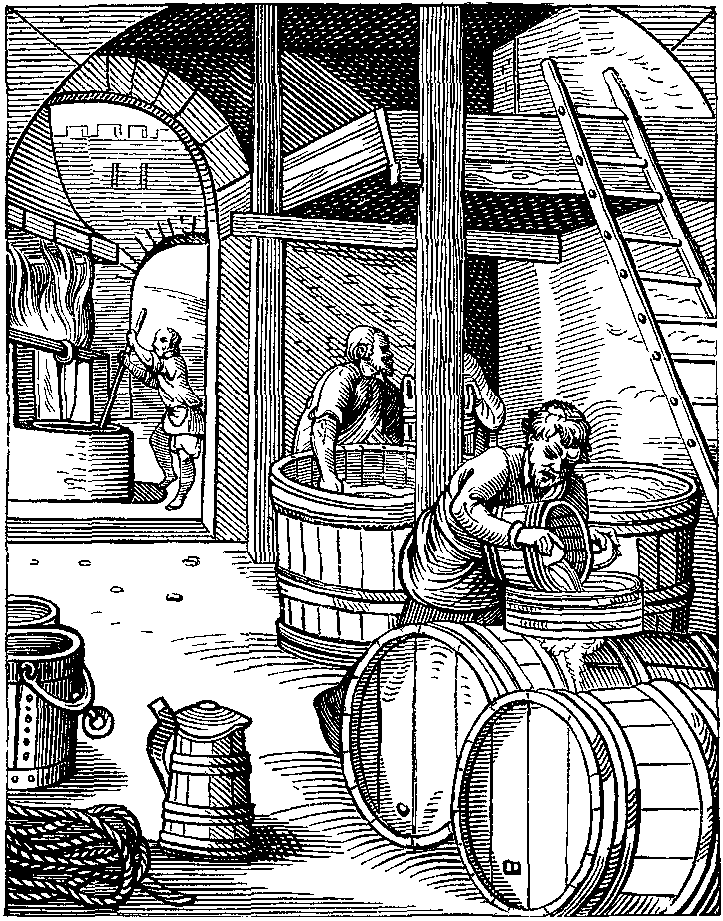
16. századi sörgyár

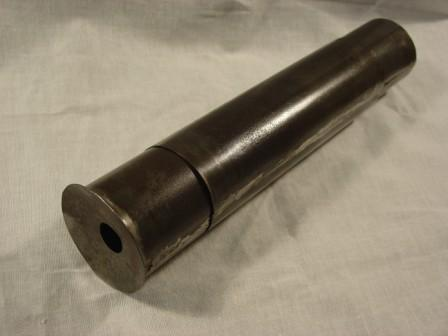
Janssen első összetett mikroszkópjának másolata, amelyet John Mayall 1891-ben készített

1590 körül Zacharias Jansen feltalálta az összetett mikroszkópot. William Harvey 1616-ban felfedezte a vérkeringést, 1651-ben publikált munkájában pedig azon a véleményen volt, hogy az emberi és állati szervezet előképe megtalálható a magban és a tojásban, amivel megsejtette a modern genetikát. A mikroszkóp segítségével Robert Hooke 1665-ben publikálta a sejtek felfedezését. Anton van Leeuwenhoek, aki tanult lencsecsiszoló volt, valószínűleg ennek hatására kezdett megfigyeléseket végezni maga készítette mikroszkópjaival. Eredményeit 1673-tól közölte levélben a Royal Societyvel. Vizsgálódásai eredményeként ő figyelte meg elsőként a vérben a vörösvérsejteket, az ondóban a spermiumokat, a tócsák vizében az egysejtű állatokat, az ázalékállatokat.
1700 körül Rudolf Jakob Camerarius német botanikus bebizonyította, hogy a virágoknak is vannak ivarszerveik. 1761-ben Joseph Gottlieb Kölreuter német botanikus leírta az első keresztezést különböző fajtájú növények között. A fehérjék terápiás felhasználásának első esete Edward Jenner (1749–1823) angol orvos nevéhez fűződik, aki "fehérje vakcinaként" tehénhimlőt használt 1796-ban a feketehimlő megelőzésére. Edward Jenner kifejlesztette az első vakcinát a himlő ellen (vaccinus = tehénből eredő).
1818-ban Erxleben felfedezte a fermentációs folyamatokat. 1828-ban következett be a karbamid kémiai úton való szintézise.
1838-ban Matthias Jakob Schleiden és Theodor Schwann felállították a sejtelméletet: „Minden sejt sejtből születik.” 1850 - Semmelweis Ignác.

## Pasteur-korszak (1857–1940)

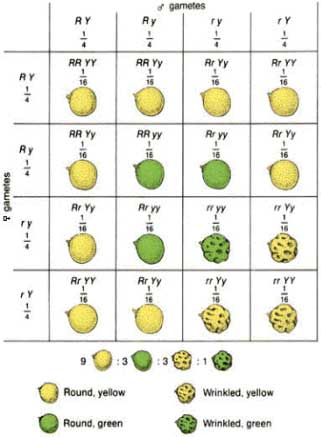
Hibridizációs mintázat. "Kísérletek növényi hibridizációval" Gregor Mendel (1865)

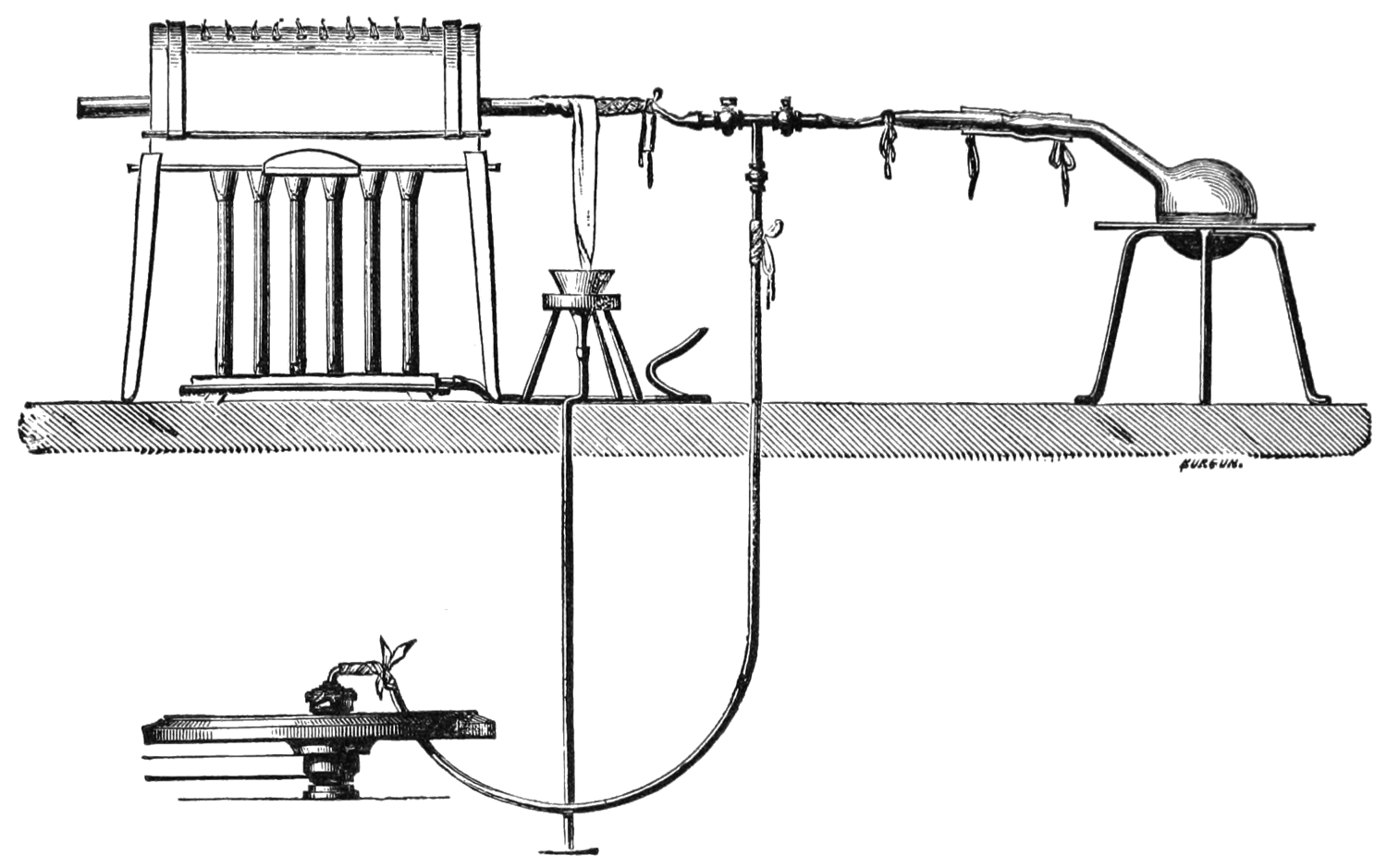
Pasteur-készülék baktériumok tanulmányozásához

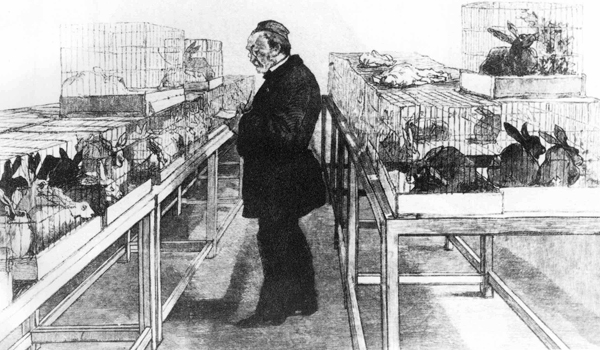
Louis Pasteur megfigyeli a veszettségvírussal beoltott kísérleti nyulakat. La Science Illustre 1888. szeptember 15.

1857-ben Louis Pasteur kijelentette, hogy a fermentációért mikrobák, élesztők a felelősek, és leírta a tejsavas erjedést. 1858-ban Traube feltételezte, hogy a fermentációt enzimek végzik. 1859-ben Charles Darwin megjelentette A fajok eredete című munkáját. 1863-ban Pasteur leírta a „pasztörizálást”.
Az etanol, butanol, aceton, glicerin, szerves savak (citromsav) stb. előállítása vált megoldottá. Az aerob szennyvíztisztítás is a fejlődés mérföldköve. 1864-ben Pasteur kifejlesztette a róla elnevezett eljárást, a pasztőrözést, amely hőt alkalmaz, hogy elpusztítsa a káros mikroorganizmusokat a tejtermékekben. A tejtermékek ezután légmentesen zárt tárolóedényekben biztonságosan eltarthatókká váltak. Pasteur tudományos áttörést hozott az emberek életminőségének javulásában, így az élelmiszerek, mint például a tej, amely eltarthatóvá és így, szállíthatóvá vált anélkül, hogy megromlott volna.
1865-ben Gregor Mendel publikálta a Mendel-szabályokat, amivel megszületett a modern genetika. Az 1800-as évek közepén Mendel alaposan tanulmányozta az öröklődés elvét a zöldborsón. Sikeresen vizsgált különböző tulajdonságú borsókat, azok színét, száruk magasságát és termésük méretét. Először vizsgálta borsónövények öröklődési mintázatait és kimutatta, hogy egyszerű statisztikai szabályokat követnek. Habár a növények nem minden jegyükben mutattak ilyen öröklődési mintázatokat, Mendel munkája bizonyítékul szolgált, hogy az öröklődési vizsgálatokban a statisztika használata hasznos lehet. Azóta már számos jóval bonyolultabb öröklődési formát is sikerült kimutatni. Statisztikai elemzéseiből arra következtetett, hogy az öröklődésnek van alapegysége, amit allélnak nevezett el. Az allél kifejezés a mendeli értelemben majdnem szinonim a génnel, viszont ma az allél a génnek egy változatát jelenti. Mendel munkájának jelentőségét egészen a 20. századig nem ismerték fel, amikor is írásait újból felfedezte egymástól függetlenül Hugo de Vries, Carl Correns és Erich Tschermak. Ma már tudjuk, a DNS változása befolyásolhatja az öröklődést és változatos élőlényeket eredményez. Valójában, a genetika határozza meg, az emberek hogyan néznek ki és esetleg hogyan cselekednek.
1873-tól Robert Koch baktériumtelepeket növesztett agaron, és számos baktériumot leírt. 1876-ban Wilhelm Kühne megalkotta az enzim szót. 1879-ben Hansen felfedezte az Acetobactereket. 1880-ban legyengített kórokozókkal sikeresen immunizáltak. 1882-ben Robert Koch azonosította a TBC-t okozóbaktériumot, 1884-ben pedig Veszettségvakcinát állított elő. 1890-es években megszületett a szérumterápia a diftéria (torokgyík) gyógyítására. 1893-ban Koch és Pasteur szabadalmaztatta a fermentációs eljárást. 1897-ben E. Büchner megállapította, hogy az élesztőben erjesztő enzimek vannak.
Eduard Van Beneden belga biológus a mikroszkóp tökéletesedése után 1882-ben felfedezte, hogy minden faj jellegzetes kromoszómaszámmal rendelkezik.
1900-tól megépültek az első kommunális szennyvíztisztító telepek Berlinben, Hamburgban, Münchenben, Párizsban és máshol. 1902-ben Haberland: elsőként próbálkozott növények vegetatív sejtjeinek tenyésztésével táptalajon. 1903-ban felfedezték a kromoszómákat, mint az öröklődés egységeit. 1902-ben megjelent az immunológia fogalma. 1905-ben a brit biológus, William Bateson először használta a genetika szót Adam Sedgwicknek írt levelében. 1906-ban Paul Ehrlich létrehozta a Salvarsant, az első kemoterapeutikumot. 1908 Calmette és Guerin kifejlesztette a BCG-vakcina a TBC ellen, amelyet 1921-ben vezettek be. 1910-ben Thomas H. Morgan bizonyította, hogy a géneket a kromoszómák hordozzák. Egy új technika, az 1913-ban kifejlesztett röntgen-krisztallográfia lehetővé tette nagyobb méretű molekulák szerkezetének vizsgálatát. Ez a technika lényegében egy molekula fényképe, kihasználva a röntgendiffrakció elvét, vagyis azt, hogy röntgensugarak letérnek az eredeti pályájukról, amikor elérik a molekulát. 1915-ben Delbrück, Hayduck és Hanneberg bevezették a pékélesztőgyártás ún. német eljárását. 1915-ben először találtak bakteriofágot, baktériumvírust.
1919-ben a biotechnológia szó először jelent meg nyomtatásban Ereky Károly magyar gépészmérnök tollából. 1920-tól megindult a felületi citromsav fermentációja. 1922-ben Banting és Best az inzulint alkalmazták az első fehérjegyógyszerként. 1928-ban Alexander Fleming felfedezte a penicilint. Az elektronmikroszkóp (1930) és elektroforézis (1937) feltalálása hozzájárult a biotechnológia kialakulásának felgyorsuláshoz. 1937-ben Mamoli és Vercellone felfedezte a mikrobiális transzformációk lehetőségét. 1938-ban Franciaországban elkezdték gyártani a B. thuringiensis toxin inszekticidet. 1938-ban megszületett a „molekuláris biológia” kifejezés.
A fermentáció tovább fejlődött, megjelennek a fermentorok, amelyeket arra használták, hogy a fermentációs folyamat sebességét fokozzák. Speciálisan kialakított kamrában végezték, amely elősegítette az erjedési folyamatot. Lehetővé tette a hatékonyabb szabályozást, különösen az ecet esetében. Új termékek, mint például a glicerin, aceton, és citromsavat előállításához vezetett. Az élesztőgombák, amelyek kiszámíthatók és könnyen elérhetővé váltak a modern sütőipar kialakulásához vezetett. A fermentáció használata felgyorsította a kifejlesztését az antibiotikumoknak, amelyek bakteriális fertőzések leküzdésére használatos gyógyszerek.

## Az antibiotikumok korszaka (1940–1953)

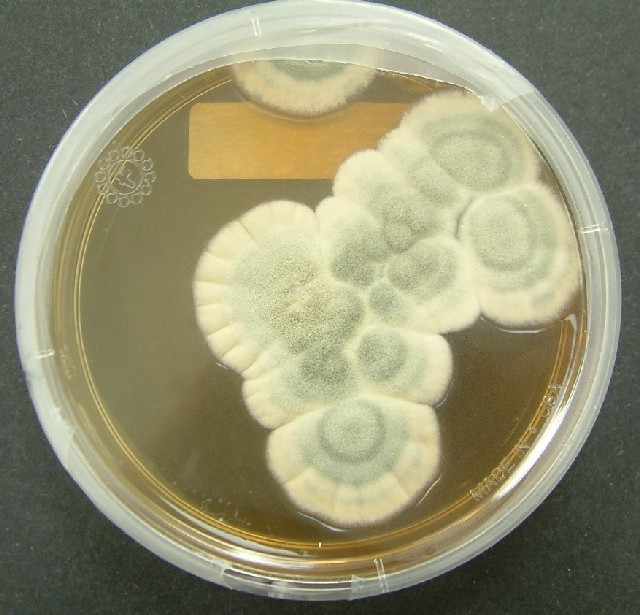
Penicillium notatum gombatelep

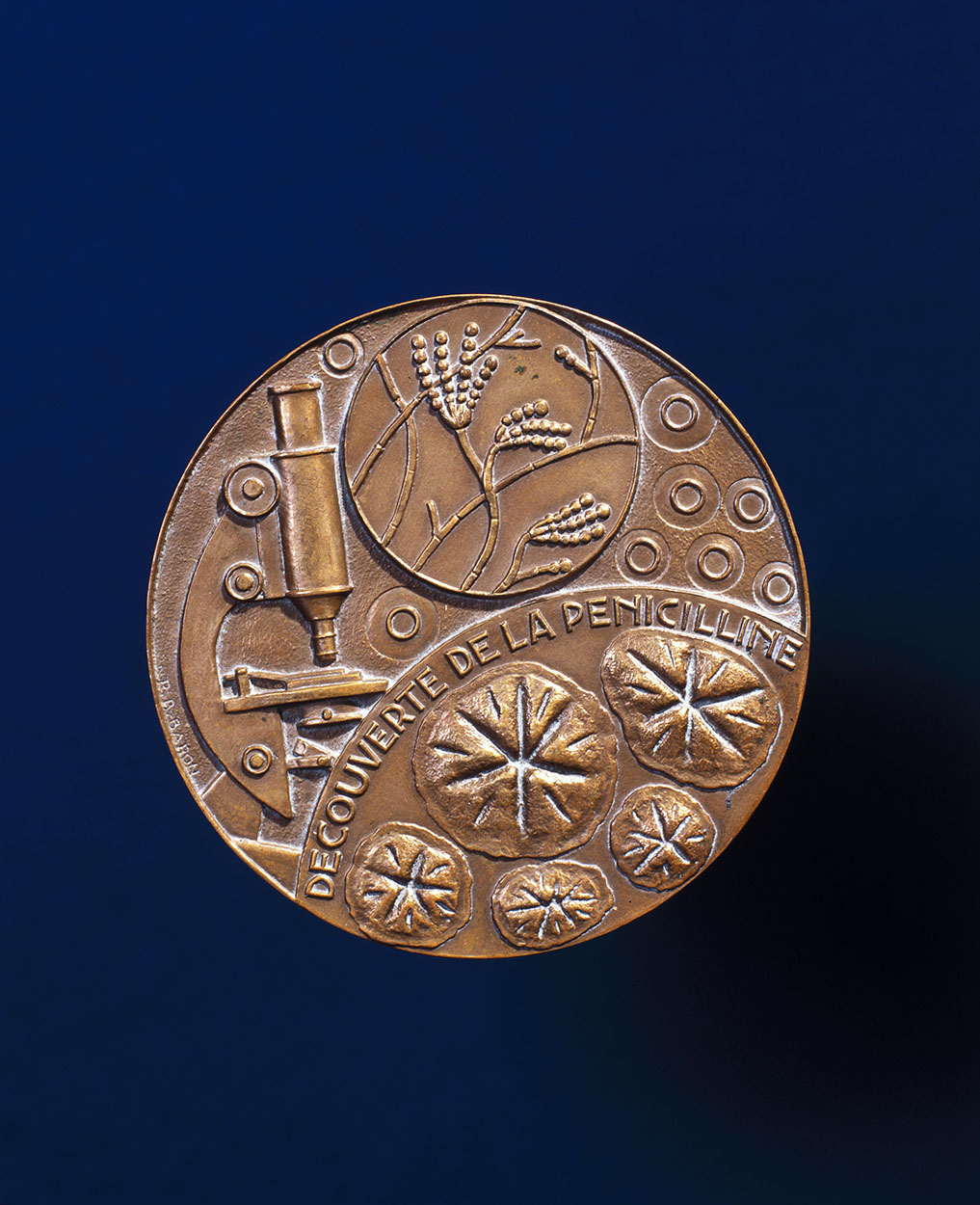
Alexander Fleming (1881-1955) 1945-ben kapott Nobel-díja, amit az 1928-ban felfedezett penicillinért kapott

A penicillint az 1920-as évek végén fejlesztették ki, és az 1940-es években elkezdődött az ipari gyártása és az antibiotikumok korszaka. Állati sejttenyésztés vírus elleni oltóanyagok stb. Mikrobiális szteroidok transzformációja. 1941-ben Beadle és Tatum megalkotta az „egy gén egy enzim” elméletet. Az elméletet azóta módosították az "egy gén, egy polipeptid" hipotézisre.
1944-ben Schatz és Waksman felfedezték a streptomicint. Sanger bevezette a kromatográfiát az inzulin szekvenálására.
Az 1940-es évekre a genetikai és a biokémiai ismeretek egyértelműen arra utaltak, hogy a DNS és a gének egymással szoros kapcsolatban állnak. Ugyanakkor nem volt világos, hogy a DNS milyen módon tölti be az örökítő anyag szerepét. Erre a kérdésre aztán a cambridgei Cavendish laboratóriumban sikerült a választ megtalálni. Avery a Rockefeller Egyetem kutatója, 1944-ben bizonyította, hogy a DNS hordozza a genetikai információt a bakteriális pneumococcusban, a tüdőgyulladás kórokozójában. 1946-ban Tatum és Lederberg felfedezte a konjugációt. 1948-ban Duggar felfedezte a klórtetraciklint. 1949-ben megindul a szubmerz ecetsav termelés. A B12 vitamin fermentációs előállításának kezdete. Ipari léptékű biotranszformációk kezdete. 1951 - HeLa sejtek: Henrietta Lacks nevű beteg sejtjei, George Gey indította a kultúrát. Sejtek növelhetők és szaporíthatók in vitro kultúrában 1952 - Az agammaglobulinaemia (közönséges variabilis immundeficiencia) gyógyítása tisztított immunglobulin G-vel (ivIG, Humaglobin, stb.) 1952-ben Linus Pauling jelentős eredményt ért el a fehérjeszerkezet feltárásában.

## A DNS felfedezése és kutatásának kezdetei (1953–1973)

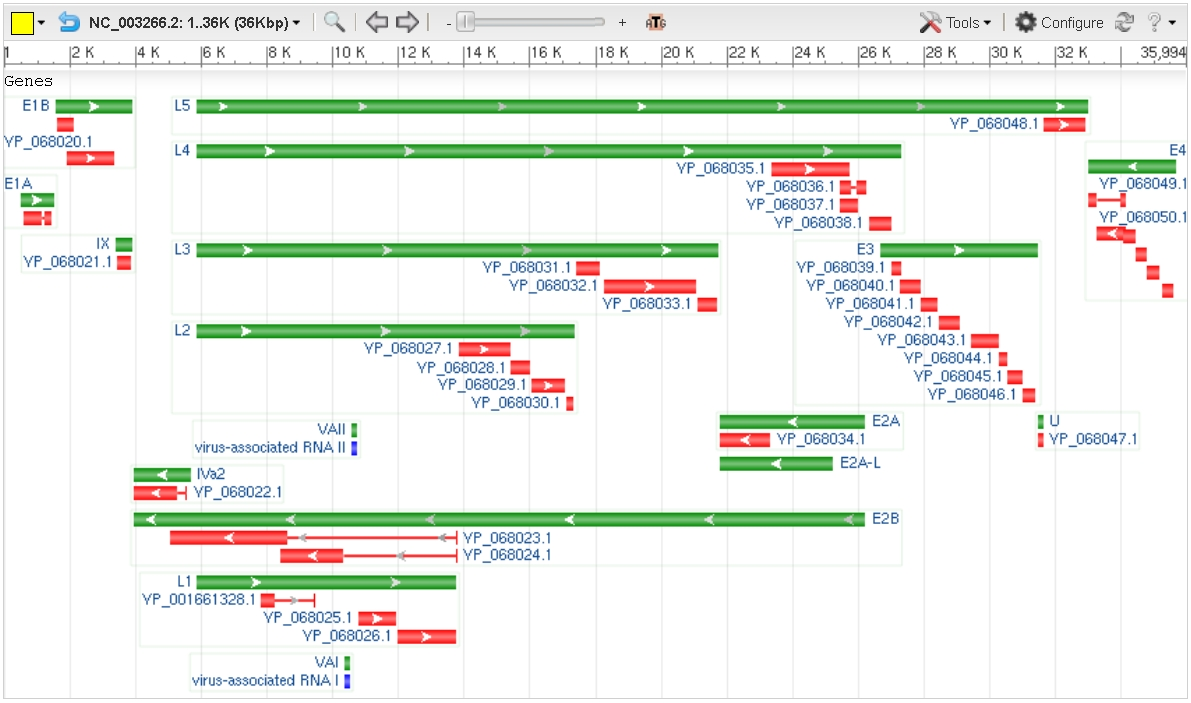
Emberi adenovirus E génjei

A brit tudós, Rosalind Franklin DNS-kutatása alapozta meg a létraszerű, kettős spirál felfedezését. A Nature magazinban, 1953-ban, James Watson és Francis Crick kézirata leírta a kettős spirál DNS szerkezetét. A DNS szerkezetének felfedezése a molekuláris biológia és genetika robbanásszerű kutatását eredményezte. Watson, Crick és Wilkins Nobel-díjat kaptak 1962-ben. Minden organizmusban az élő szervezetek alapegysége, a sejt. A DNS hordozza a sejtre jellemző alapvető információkat, amely meghatározza a sejtek alapvető jellemzőit. A kezdetektől fogva látták a kutatók a potenciális lehetőséget A DNS módosításán keresztül új típusú gyógyszerek és kezelések kialakítására. Vagy olyan növények létrehozására, amelyek meg tudják védeni magukat a betegségektől.
1955-ben felfedezték, hogy az állati szövetek kémiailag definiált közegben szaporíthatók. 1956-ban Kornberg felfedezte a DNS polimeráz enzimet, 1957-ben Kinoshita és munkatársai a glutaminsav fermentációt.
A molekuláris biológia központi dogmáját Crick és Gamow fogalmazták meg 1957-ben. A DNS-szekvencia valójában egy fehérje aminosavsorrendjét határozza meg. A genetikai információ mindig a DNS-ről a hírvivő RNS (mRNS) irányába, majd erről a képződő fehérje irányába halad. Ezt a dogmát a reverz transzkriptáz felfedezése később ugyan valamelyest módosította, mivel kiderült, hogy az RNS vírusok esetében szükség van arra, hogy RNS-ről DNS képződjék. A reverz transzkripció ill. az azt végző enzim a molekuláris biológia későbbi szakaszában nagyon fontos eszköznek bizonyult.
1959 François Jacob és Jacques Monod: genetikai (génszintű) szabályozás felfedezése. * 1960 - Növények vegetatív mikroszaporítása. * 1961 - Nierenberg poly-U szintézise, UUU a Phe-t kódolja. 1965 - Egér és emberi sejtet fuzionáltatnak. * 1966 - A genetikai kód megfejtése. * 1969 - Az első in vitro enzim szintézis * 1970 - Először izolálnak reverz transzkriptázt. * 1971 - Protoplasztból a növény regenerálható.
A genetikai kód megfejtése volt a következő fontos lépés. 1966-ban Marshall Warren Nirenberg, Mathaei és Ochoa mutatták ki, hogy a nukleotidtriplettek képesek mind a 20 aminosav kódját meghatározni. Ez azt jelentette, hogy a 20 aminosavat 64 lehetséges kombináció kódolja. Az RNS nukleotidok keverékéből szintetikus mRNS-t készítettek a polinukleotid foszforiláz segítségével. Első lépésben szintetikus poli-uracil RNS-t készítettek és ha ezt az Escherichia coli baktérium in vitro proteinszintetizáló rendszeréhez adták, akkor egy fehérjét (polifenilalanin) sikerült szintetizáltatni.
Ezt követően Leder és Nirenberg rövidesen módosított eljárással a teljes genetikai kódot sikerrel megfejtette. Néhány aminosavnak egy vagy két kodonját azonosították, de találtak olyan aminosavakat, amelyeket 4 vagy 6 kodon azonosított. A kodonok közül egy start, három pedig stop kodonnak bizonyult. A munka sikeréhez Har Gobind Khorana is jelentősen hozzájárult, mivel olyan módszert dolgozott ki, amely lehetővé tette specifikus RNS szekvenciák szintézisét. Ezért a munkáért Nirenberg, Khorana és Robert W. Holley 1967-ben Nobel-díjat kapott.
A molekuláris genetika egyik fontos állomása volt a David Botstein által kifejlesztett módszer a restrikciós fragmentum hossz polimorfizmus meghatározására. Ez azon alapszik, hogy ha pl. 2 emberi egyed DNS szekvenciáját hasonlítják össze, akkor átlagosan 500 bázispárra esik 1 különböző nukleotid. Ha ez a polimorfizmus olyan szakaszra esik, amely egy restrikciós enzim hasítóhelye akkor ez megakadályozza az enzim hasítását. Így a hasítás hiányában az agaróz gélen megfutatott DNS fragmentum mérete hosszabb lesz. Az ilyen polimorfizmusok esetenként mint molekuláris markerek is jól használhatók lesznek.
A molekuláris biológia fejlődését nagy mértékben segítette Frederick Sanger munkássága is. Először az inzulin aminosav sorrendjét határozta meg és ezért Nobel díjat is kapott. Később a rövid RNS molekulák szekvencia sorrendjének meghatározására dolgozott ki egy módszert. Végül pedig a második Nobel díját a DNS szekvencia megállapítás új módszerének kidolgozásáért kapta 1980-ban.

## Az új biotechnológia kezdetei (1973–1999)

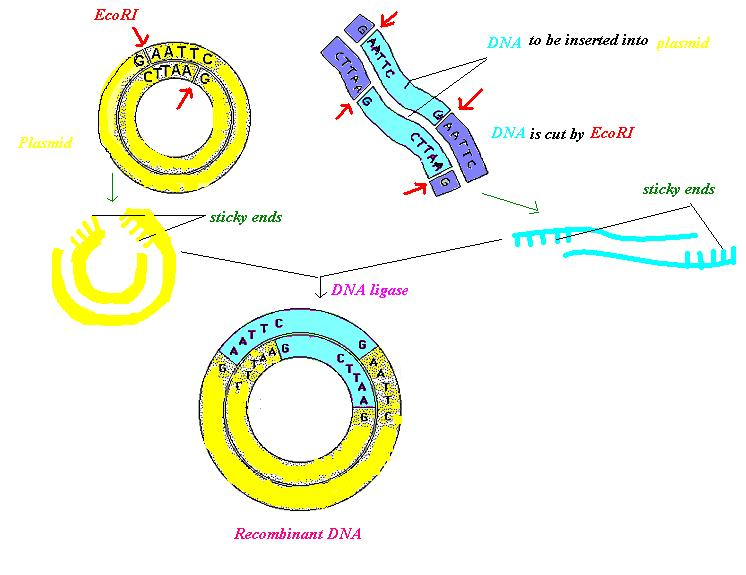
Rekombináns DNS

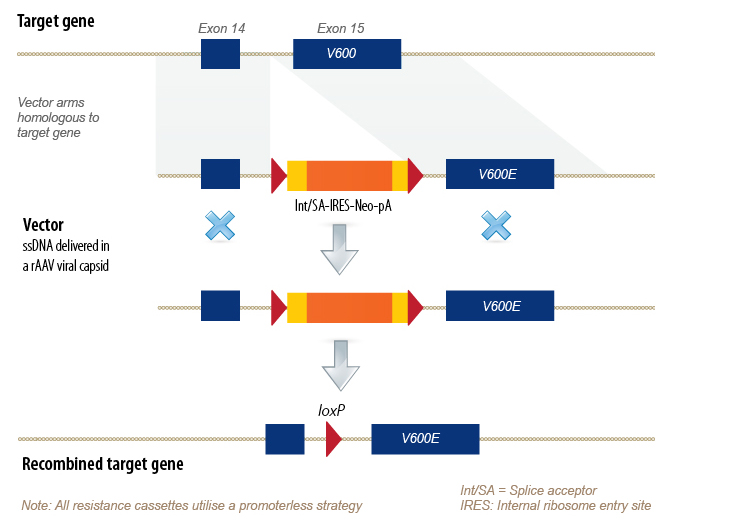
Rekombináns DNS célvektor

A modern biotechnológia élő szervezetek genetikai anyagának manipulációja rekombináns DNS-módszerekkel, amely mikroszkóp használatán, biokémiai módszereken, a kapcsolódó tudományokon és technológiákon alapszik. Gyakran nevezik géntechnológiának. A molekuláris biológia fejlődésének következő mérföldkövét Paul Berg 1972-ben közölt eredményei jelentették. Ebben a kísérletben Berg restrikciós enzimet használt, hogy egy gént izoláljon egy emberi rákbetegséget okozó majomvírusból. Ezután a DNS ligáz enzimet használta fel arra, hogy a vírus DNS-ét az Escherichia coli baktérium lambda fágjába építse be. Ez volt az első eset, amikor különböző szervezetekből nyert rekombináns DNS-t sikerült előállítani. Berg a kísérlet kockázatos jellegét is észrevette, ezért először a rekombináns DNS molekulát nem az E. coli baktériumba transzformálta, ahol az könnyen felszaporítható lett volna. Ezért egy év szünetet javasolt az ilyen típusú kísérletekre, hogy a megfelelő biztonsági előírások kidolgozására elegendő idő legyen. Ezután sikerrel újította fel kísérleteit a rekombináns DNS-sel és felfedezéseiért 1980-ban Nobel díjat kapott. 1973-ban Stanley Cohen és Herbert Boyer rekombináns DNS-t illesztettek egy baktériumba, amely szaporítani, vagyis klónozni kezdte az idegen DNS-t. Ez volt a génsebészet kezdete.
Herbert Boyer és Robert Swanson 1976-ban megalapította a Genentech Inc.-t, az első géntechnikai vállalatot. 1977-ben a Genentech bejelentette az első humán fehérje, a szomatosztatin baktériummal történő előállítását. 1978-ban, Herbert Boyer, a University of California laboratóriumban, San Franciscóban előállította a humán inzulin génjének szintetikus változatát, és beillesztette az Escherichia coli baktériumba.
Walter Gilbert és Allan Maxam a Harvard Egyetemen kidolgozott egy új DNS-szekvenálási eljárást, amely vegyszerek használata helyett enzimekkel működik.
1980-ban az amerikai Legfelsőbb Bíróság megállapította, hogy genetikailag módosított élőlények is szabadalmazhatók (Pseudomonas putida szénhidrogénfaló baktérium, Chakrabarty-ügy).
Svájci kutatók 1981-ben klónozták az első transzgénikus emlősöket (egereket). A Genentech Inc. még ebben az évben klónozott interferon gammát szabadalmaztatott és Dr. Baruch Blumberg és Dr. Irving Millman fejlesztette ki az első hepatitis B vakcinát (nem rekombináns)
Az amerikai Food and Drug Administration (FDA) 1982-ben jóváhagyta az első biológiai vagy rekombináns fehérjét, az első genetikailag módosított gyógyszert, a baktériumok által termelt humán inzulint és ezzel egy időben az Applied Biosystems, Inc. bevezette az első kereskedelmi gázfázisú fehérje szekvenátort, ezzel drasztikusan csökkentve a szükséges fehérje minta szekvenálását.
Kary Banks Mullis 1983-ban a Cetus Corporationnél Berkeley, (Kalifornia) feltalált egy technikát a DNS-szekvenciák in vitro meghatározására, a polimeráz-láncreakciót (PCR). Szigorú értelemben ettől számíthatjuk a modern biotechnológia megszületését. A transzlációs medicina és biotechnológia paradigmaváltást hozott az orvostudományban, amely magában foglalja az ember biológiájának mélyebb megismerését és a gyógyítást is a molekuláris diagnosztika és a személyre szabott gyógyítás (orvosi genomika, farmakogenomika, nutrigenomika) révén.

## A biotechnológia napjainkban (2000 –)

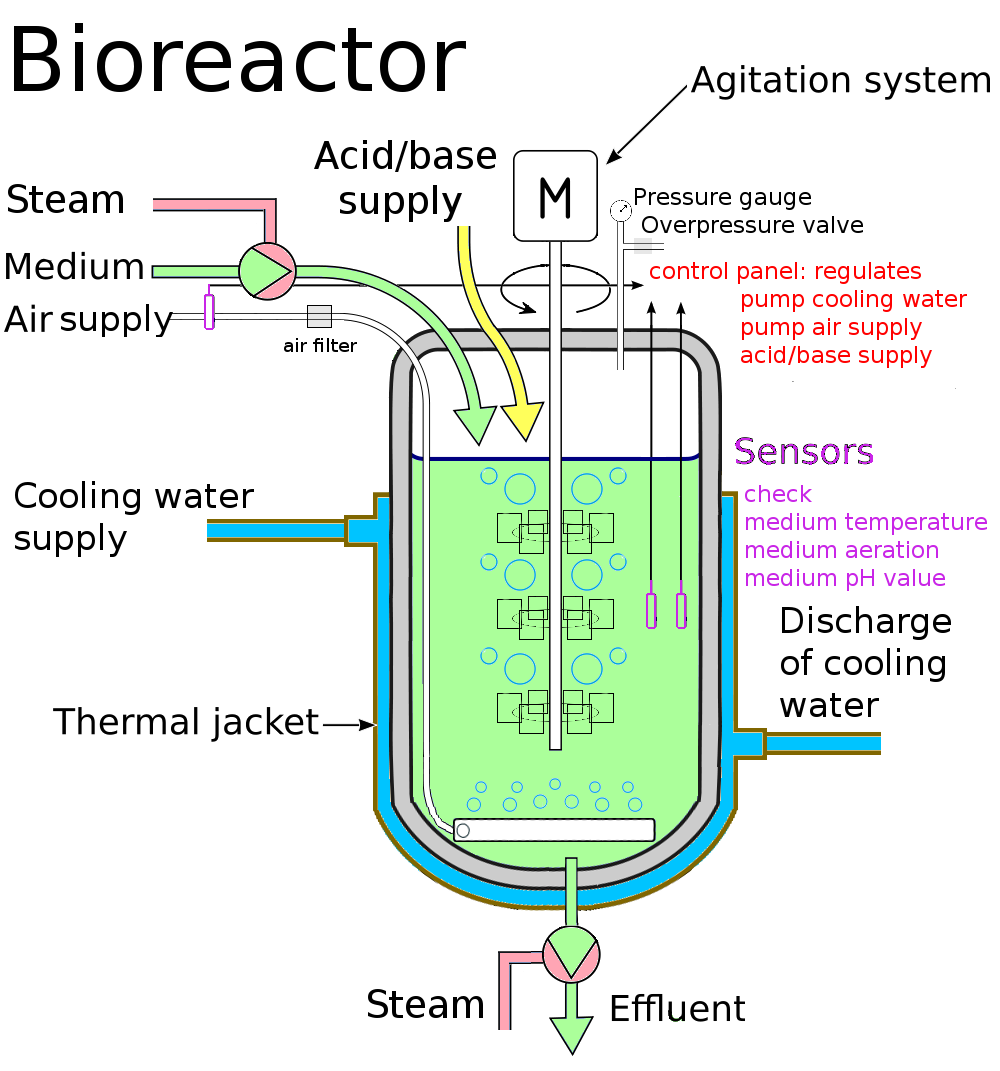
Valós idejű bioreaktor sematikus rajza

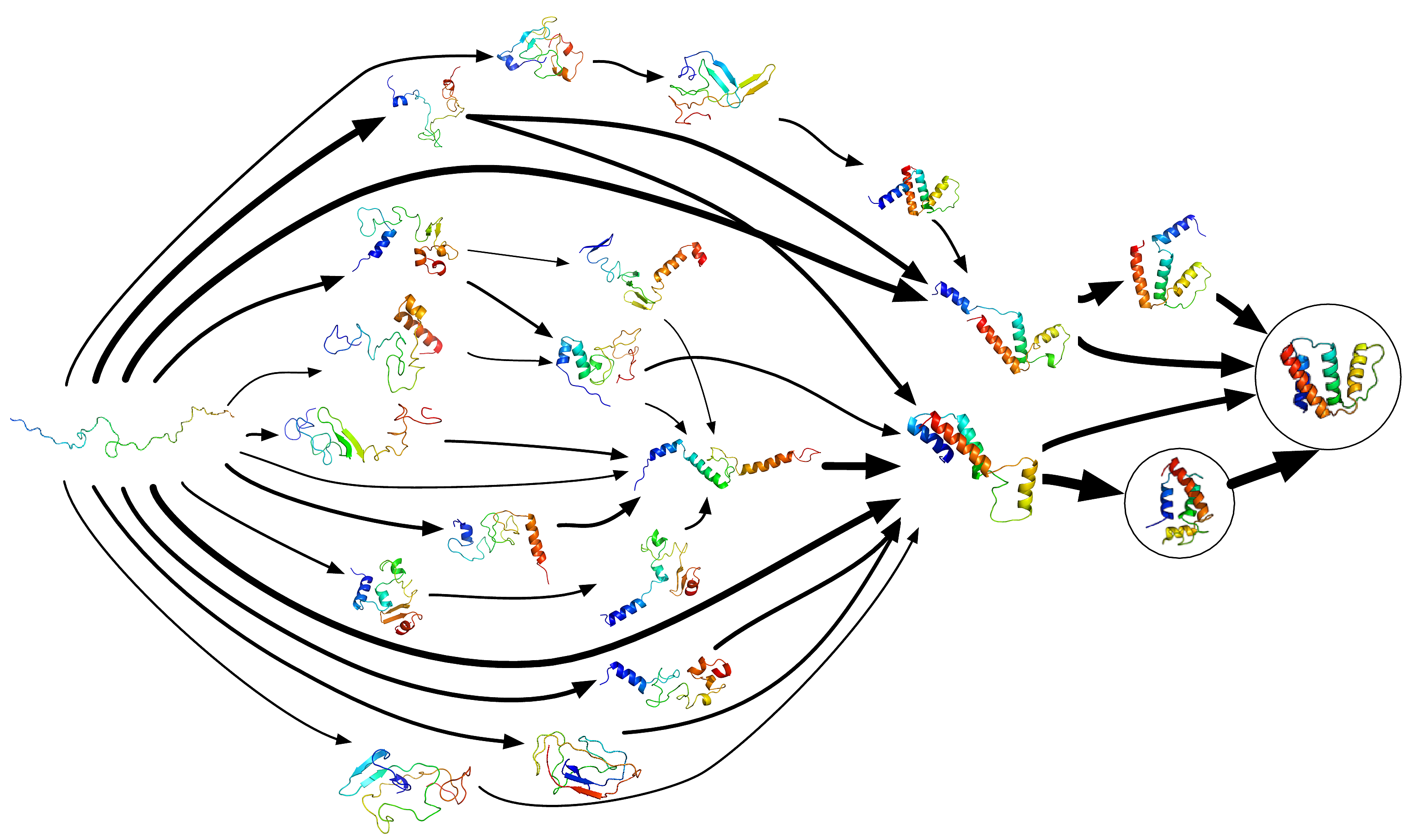
Markov modell

Evolúciós biológia. A modern rendszertani csoportok saját közös őseinek vázlatos ábrázolása teljesen szekvenált genomjai alapján.

A számítástechnika és az elektronika mellett a molekuláris biológia az a terület, amelyben forradalmi változások zajlanak az utóbbi évtizedekben, amelynek fő jellemzői a rohamosan gyarapodó ismeretek a molekuláris szintű biológiai folyamatok megértésében és a biológiai ismeretek alkalmazása a gyógyításban, az iparban és a mezőgazdaságban. A fejlődés valójában a molekuláris genetikában zajlik, nem az egész molekuláris biológiában. Paradigmaváltás az orvostudományban, orvosi genomikában magába foglalja az ember biológiájának megértését és a gyógyítást is. A gyógyításban elsőként a molekuláris diagnosztikában várható áttörés, mely a különféle betegségek kimutatását és előrejelzését jelenti.
A terápiában a személyre-szabott gyógyászat (personalized medicine) megteremtése az elérendő cél. A személyre-szabott gyógyászat egyrészt, a hagyományos gyógyszerek egyénekre összeállított kombinációit jelenti (a molekuláris diagnosztikai vizsgálatok alapján); másrészt, új egyén-specifikus gyógymódok (pl. génterápia, tumor-terápia, antitest-terápia, őssejt terápia) bevezetését foglalják magukba. A jövő orvostudományában a betegségek megelőzése (prevenció) nagyobb fontossággal bír majd. Az egyén genomjának ismerete alapján valószínűsíteni lehet a betegségeket, ami lehetővé teszi a megfelelő életmód kialakítását és a gyakori, célzott orvosi vizsgálatok végzését.
Piacra került az első, növényekből készült gyógyszer. A molekuláris biológia fejlődése az elmúlt években lehetővé tette különböző hatásmechanizmusú gyógyszerek bevezetését.
Óriási mennyiségben gyűlnek a kutatási adatok a genetikai laborokban. Az adatbányászat lehetővé teszi, hogy a tudósok korábban nem is sejtett összefüggésekre bukkanjanak. Becslések szerint ma[mikor?] már 2000 petabájt (kb. 2000 millió gigabájt) tudományos adat létezik, körülbelül a fele szervereken, a fele pedig PC-ken. És ez az adatmennyiség gyorsuló ütemben bővül. A mai tudomány fókuszában az adatgyűjtés és az adatelemzés áll. Az nagy adatbázisokban való bányászat új tudományos megközelítést eredményezett: például a genetikában már nem azokat a géneket vizsgálják évtizedeken át, amelyeket egy professzor az adott betegség hátterében sejtett, hanem azokat, amelyek egy egészséges és egy beteg sejt genetikai profiljában eltérést mutatnak.
Az adatrobbanás leginkább a részecskefizika, a csillagászat, a genetika, a bioinformatika és az agykutatás területén érzékelhető. A bioinformatika szót az 1980-as évek közepén használták először, legtágabb értelemben: minden, amit számítógéppel csinálnak, és köze van a biológiához. Szűkebb értelemben: a biológiai szekvenciaadatok kezelése és elemzése, illetve a 3D szerkezeti információ kezelése és elemzése.

## A biotechnológia úttörői
- Zacharias Janssen
- Anton van Leeuwenhoek
- Gregor Mendel
- Johan Friedrich Miescher
- Walter Sutton
- Thomas Hunt Morgan
- Ernst Ruska
- Alexander Fleming
- Norman E. Borlaug
- Mary-Clare King
- Paul Berg
- J. Michael Bishop
- Herbert Boyer
- Rosalind Franklin
- Walter Gilbert
- William Harvey
- Arthur Kornberg
- Barbara McClintock
- Cesar Milstein
- Kary Banks Mullis
- Louis Pasteur
- Linus Pauling
- Robert Swanson
- Harold Elliot Varmus
- James D. Watson